# Illovszky Rudolf

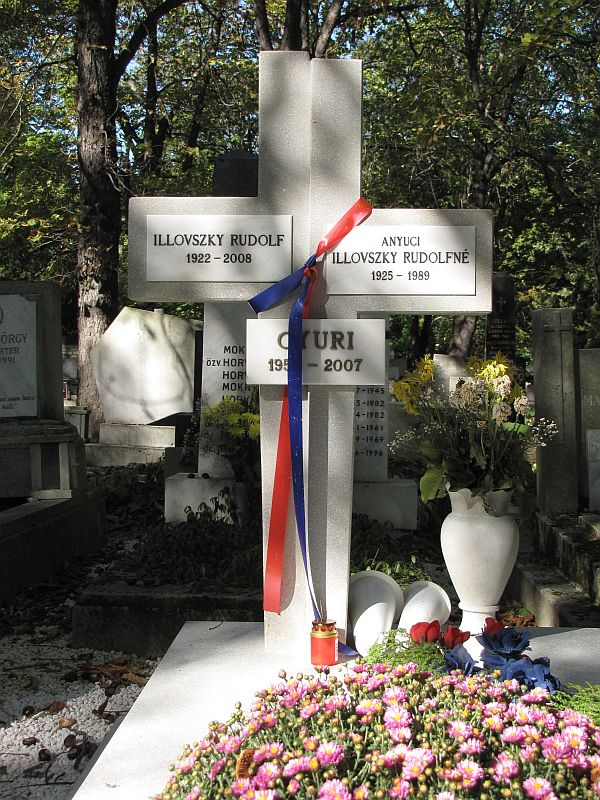
Illovszky Rudolf sírja, vele felesége és fia, Illovszky György. Farkasréti temető: 1-1-170.

Illovszky Rudolf (Budapest, 1922. február 21. – Budapest, 2008. szeptember 23.) magyar labdarúgó, edző, a magyar labdarúgó-válogatott volt szövetségi kapitánya.

## Pályafutása

### Játékosként
Az elemi és a polgári iskola elvégzése után kezdetben autógumi-javító volt, majd később villanyhegesztőnek tanult. Iskoláinak elvégzése után Csepelen állt munkába. Ezek mellett 1933-ban kezdte el a labdarúgást az MTK-ban, majd 1941-ben leigazolta a Budapesti Vasas, ahol visszavonulásáig futballozott. 270 élvonalbeli mérkőzésen szerepelt, ahol 87 gólt lőtt. Pályafutása során bár többször volt kerettag, de összesen csak három alkalommal szerepelt (1945-ben először) a magyar labdarúgó-válogatottban (a kor nagy labdarúgói mellett nem fért be többször). Stílusát a balszélsőkre jellemző gyorsaság fémjelezte. 1955-ben vonult vissza az aktív pályafutástól.

### Edzőként
Már játékosként is elvállalta a Vasas serdülő és utánpótlás csapatainak edzését, szakedzői oklevelet 1957-ben szerzett. 1957-ben lett először a Budapesti Vasas vezetőedzője, amikor elődjét, Baróti Lajost kinevezték szövetségi kapitánnyá. Illovszky vezetésével a csapat történetének legsikeresebb időszakát élte át. 1961-ben szerezte meg a csapat második bajnoki címét, melyet 1962-ben sikerült a Vasasnak megvédenie.
1963-ban korábbi edzője, Baróti Lajos akkori szövetségi kapitány magához hívta a magyar labdarúgó-válogatotthoz pályaedzőnek, emiatt elhagyta a Vasast, de 1965-ben rövid időre újra a csapat vezetőedzője volt és megszerezte újabb bajnokságát. 1966-ban kinevezték a magyar válogatott szövetségi kapitányává, de egy év után lemondott és ismét átvette a Vasas irányítását. 1970-ben került először külföldre. Görögországban, a Pierikósz csapatánál edzősködött. 1971-ben újra kinevezték szövetségi kapitánnyá. 1972-ben az 1972. évi nyári olimpiai játékok labdarúgó-tornáján a válogatottal ezüstérmet szerzett. Ugyanebben az évben az Európa-bajnokságon negyedik helyen végzett a válogatott. 1974-ben tért vissza a régi csapatához, a Vasashoz, mellyel 1977-ben megszerezte negyedik bajnoki címét. Ezután Ausztriában, az Admira Wacker csapatának edzője volt.
1983-ban a Vasas utánpótlás szakágának igazgatója lett, majd 1984-től az első csapat edzője volt 1986-ig. Ebben az időszakban nyerte meg a csapat a Magyar Népköztársaság Kupát. Ezután nyugdíjba vonult, de 1995-ben, hetvenhárom éves korában újra leült a Vasas kispadjára és megmentette a csapatot a kieséstől. Utána a csapat szakmai igazgatója és elnökségi tagja lett.
Edzői stílusára a feltétlen odaadás a labdarúgás és a csapat iránt, a szakmai és taktikai precizitás volt a jellemző. Tiszteletére az ő nevét vette fel a Vasas Fáy utcai stadionja.
2007-ben és 2008-ban többször kórházba kellett szállítani szívproblémák miatt. Ettől függetlenül gyakori vendég volt a Vasas hazai mérkőzésein. 2008. szeptember 23-án hajnalban a Szent Imre Kórház intenzív osztályán hunyt el tüdőgyulladásban, 86 évesen.

## Családja
1946-ban kötött házasságot, amelyből két gyermeke született. Fia, Illovszky György (1950-2007) szintén sportolt, de 1964-ben súlyos balesetet szenvedett, aminek következtében mozgássérült lett.

## Sikerei, díjai
- Magyar Népköztársasági Sportérdemérem bronz fokozat (1956)[1]
- Mesteredző (1961)
- Orth György-életműdíj (1995)
- A XIII. kerület díszpolgára[2] (1996)
- Bay Béla-díj (2002)
- A Magyar Köztársasági Érdemrend középkeresztje (2007)

## Statisztika

### Mérkőzései a válogatottban
| Magyarország | Magyarország        | Magyarország                 | Magyarország | Magyarország | Magyarország | Magyarország | Magyarország | Magyarország |
| #            | Dátum               | Helyszín                     | Hazai        | Eredmény     | Vendég       | Kiírás       | Gólok        | Esemény      |
| ------------ | ------------------- | ---------------------------- | ------------ | ------------ | ------------ | ------------ | ------------ | ------------ |
| 1.           | 1945. augusztus 19. | Budapest, Üllői úti pálya    | Magyarország | 2 – 0        | Ausztria     | barátságos   | -            |              |
| 2.           | 1947. augusztus 17. | Budapest, Üllői úti stadion  | Magyarország | 9 – 0        | Bulgária     | Balkán-kupa  | -            | 80'          |
| 3.           | 1948. május 23.     | Tirana, Qernal Stafa-stadion | Albánia      | 0 – 0        | Magyarország | Balkán-kupa  | -            |              |
|              | Összesen            |                              |              | 3            | mérkőzés     |              | 0            | gól          |

### Mérkőzései szövetségi kapitányként
Első időszak
| Magyarország | Magyarország         | Magyarország                  | Magyarország | Magyarország | Magyarország  | Magyarország | Magyarország | Magyarország |
| #            | Dátum                | Helyszín                      | Hazai        | Eredmény     | Vendég        | Kiírás       | Gólok        | Esemény      |
| ------------ | -------------------- | ----------------------------- | ------------ | ------------ | ------------- | ------------ | ------------ | ------------ |
| 1.           | 1966. szeptember 7.  | Rotterdam, Feijenoord Stadion | Hollandia    | 2 – 2        | Magyarország  | Eb-selejtező | -            |              |
| 2.           | 1966. szeptember 21. | Budapest, Népstadion          | Magyarország | 6 – 0        | Dánia         | barátságos   | -            |              |
| 3.           | 1966. szeptember 28. | Budapest, Népstadion          | Magyarország | 4 – 2        | Franciaország | barátságos   | -            |              |
| 4.           | 1966. október 30.    | Budapest, Népstadion          | Magyarország | 3 – 1        | Ausztria      | barátságos   | -            |              |
| 5.           | 1967. április 23.    | Budapest, Népstadion          | Magyarország | 1 – 0        | Jugoszlávia   | barátságos   | -            |              |
| 6.           | 1967. május 10.      | Budapest, Népstadion          | Magyarország | 2 – 1        | Hollandia     | Eb-selejtező | -            |              |
| 7.           | 1967. május 24.      | Koppenhága, Idrætspark        | Dánia        | 0 – 2        | Magyarország  | Eb-selejtező | -            |              |
| 8.           | 1967. szeptember 6.  | Bécs, Práter-stadion          | Ausztria     | 1 – 3        | Magyarország  | barátságos   | -            |              |
| 9.           | 1967. szeptember 27. | Budapest, Népstadion          | Magyarország | 3 – 1        | NDK           | Eb-selejtező | -            |              |
| 10.          | 1967. október 29.    | Lipcse, Zentralstadion        | NDK          | 1 – 0        | Magyarország  | Eb-selejtező | -            |              |
|              | Összesen             |                               |              | -            | mérkőzés      |              | -            | gól          |

Második időszak
| Magyarország | Magyarország         | Magyarország                            | Magyarország  | Magyarország | Magyarország | Magyarország        | Magyarország | Magyarország |
| #            | Dátum                | Helyszín                                | Hazai         | Eredmény     | Vendég       | Kiírás              | Gólok        | Esemény      |
| ------------ | -------------------- | --------------------------------------- | ------------- | ------------ | ------------ | ------------------- | ------------ | ------------ |
| 11.          | 1971. július 22.     | Rio de Janeiro, Maracanã Stadion        | Brazília      | 0 – 0        | Magyarország | barátságos          | -            |              |
| 12.          | 1971. szeptember 1.  | Budapest, Népstadion                    | Magyarország  | 2 – 1        | Jugoszlávia  | barátságos          | -            |              |
| 13.          | 1971. szeptember 25. | Budapest, Népstadion                    | Magyarország  | 2 – 0        | Bulgária     | Eb-selejtező        | -            |              |
| 14.          | 1971. október 9.     | Párizs, Colombes Stadion                | Franciaország | 0 – 2        | Magyarország | Eb-selejtező        | -            |              |
| 15.          | 1971. október 27.    | Budapest, Népstadion                    | Magyarország  | 4 – 0        | Norvégia     | Eb-selejtező        | -            |              |
| 16.          | 1971. november 14.   | Valletta                                | Málta         | 0 – 2        | Magyarország | vb-selejtező        | -            |              |
| 17.          | 1972. január 12.     | Madrid, Santiago Bernabéu stadion       | Spanyolország | 1 – 0        | Magyarország | barátságos          | -            |              |
| 18.          | 1972. március 29.    | Budapest, Népstadion                    | Magyarország  | 0 – 2        | NSZK         | barátságos          | -            |              |
| 19.          | 1972. április 29.    | Budapest, Népstadion                    | Magyarország  | 1 – 1        | Románia      | Eb-selejtező        | -            |              |
| 20.          | 1972. május 6.       | Budapest, Megyeri úti stadion           | Magyarország  | 3 – 0        | Málta        | vb-selejtező        | -            |              |
| 21.          | 1972. május 14.      | Bukarest                                | Románia       | 2 – 2        | Magyarország | Eb-selejtező        | -            |              |
| 22.          | 1972. május 17.      | Belgrád, JNA stadion (YUG)              | Magyarország  | 2 – 1        | Románia      | Eb-selejtező        | -            |              |
| 23.          | 1972. május 25.      | Stockholm, Råsunda Stadion              | Svédország    | 0 – 0        | Magyarország | vb-selejtező        | -            |              |
| 24.          | 1972. június 14.     | Brüsszel, Heysel Stadion (BEL)          | Szovjetunió   | 1 – 0        | Magyarország | Eb-elődöntő         | -            |              |
| 25.          | 1972. június 17.     | Liège, Stade Maurice Dufrasne           | Belgium       | 2 – 1        | Magyarország | Eb 3. helyért       | -            |              |
| 26.          | 1972. augusztus 27.  | Nürnberg, Frankenstadion (FRG)          | Magyarország  | 5 – 0        | Irán         | olimpiai csoportkör | -            |              |
|              | 1972. augusztus 29.  | München, Olimpiai Stadion (FRG)         | Magyarország  | 2 – 2        | Brazília     | olimpiai csoportkör | -            |              |
| 27.          | 1972. augusztus 31.  | Augsburg, Rosenaustadion (FRG)          | Dánia         | 0 – 2        | Magyarország | olimpiai csoportkör | -            |              |
| 28.          | 1972. szeptember 3.  | Passau, Drei-Flüsse Stadion (FRG)       | Magyarország  | 2 – 0        | NDK          | olimpiai középdöntő | -            |              |
|              | 1972. szeptember 6.  | München, Olimpia Stadion                | NSZK          | 1 – 4        | Magyarország | olimpiai középdöntő | -            |              |
|              | 1972. szeptember 8.  | Regensburg (FRG)                        | Magyarország  | 2 – 0        | Mexikó       | olimpiai középdöntő | -            |              |
| 29.          | 1972. szeptember 10. | München, Olimpia Stadion (FRG)          | Lengyelország | 2 – 1        | Magyarország | olimpiai döntő      | -            |              |
| 30.          | 1972. október 15.    | Bécs, Práter-stadion                    | Ausztria      | 2 – 2        | Magyarország | vb-selejtező        | -            |              |
| 31.          | 1973. április 29.    | Budapest, Népstadion                    | Magyarország  | 2 – 2        | Ausztria     | vb-selejtező        | -            |              |
| 32.          | 1973. május 16.      | Karl-Marx-Stadt, Ernst Thälmann Stadion | NDK           | 2 – 1        | Magyarország | barátságos          | -            |              |
| 33.          | 1973. június 13.     | Budapest, Népstadion                    | Magyarország  | 3 – 3        | Svédország   | vb-selejtező        | -            |              |
| 34.          | 1973. szeptember 26. | Belgrád, JNA stadion                    | Jugoszlávia   | 1 – 1        | Magyarország | barátságos          | -            |              |
| 35.          | 1973. október 13.    | Koppenhága                              | Dánia         | 2 – 2        | Magyarország | barátságos          | -            |              |
| 36.          | 1973. november 21.   | Budapest, Népstadion                    | Magyarország  | 0 – 1        | NDK          | barátságos          | -            |              |
| 37.          | 1974. március 31.    | Zalaegerszeg, ZTE stadion               | Magyarország  | 3 – 1        | Bulgária     | barátságos          | -            |              |
| 38.          | 1974. április 17.    | Dortmund, Westfallenstadion             | NSZK          | 5 – 0        | Magyarország | barátságos          | -            |              |
| 39.          | 1974. május 29.      | Székesfehérvár, Sóstói Stadion          | Magyarország  | 3 – 2        | Jugoszlávia  | barátságos          | -            |              |
|              | Összesen             |                                         |               | -            | mérkőzés     |                     | -            | gól          |